# Ајрон Џанкшон (Минесота)
Ајрон Џанкшон (енгл. Iron Junction) град је у америчкој савезној држави Минесота.

## Демографија
По попису из 2010. године број становника је 86, што је 7 (-7,5%) становника мање него 2000. године.
| Група             | 2000.       | 2010.      |
| Белци             | 93 (100,0%) | 83 (96,5%) |
| Афроамериканци    | 0 (0,0%)    | 0 (0,0%)   |
| Азијати           | 0 (0,0%)    | 0 (0,0%)   |
| Хиспаноамериканци | 0 (0,0%)    | 2 (2,3%)   |
| Укупно            | 93          | 86         |